# Benicio del Toro
Benicio Monserrate Rafael del Toro Sánchez (San Gérman (Puerto Rico), 19 februari 1967) is een Puerto Ricaans filmacteur. Hij won in 2001 een Academy Award voor zijn bijrol in Traffic. Drie jaar later werd hij nogmaals genomineerd voor 21 Grams. Del Toro kreeg daarnaast meer dan 25 andere acteerprijzen toegekend, waaronder een BAFTA Award, een Zilveren Beer, een Golden Globe (alle voor Traffic) en de publieksprijs op het Filmfestival van Venetië (voor 21 Grams).
Del Toro speelt vrij uiteenlopende rollen. Zo speelt hij bijvoorbeeld een geestelijk zwaar gehandicapte in The Pledge, een politieagent in Traffic, een sarcastische crimineel in The Usual Suspects en een afziende heroïneverslaafde in Things We Lost in the Fire.
Del Toro is geboren in San Juan en groeide op in Santurce, maar doorliep zijn tienerjaren en middelbareschooltijd in Mercersburg, in de staat Pennsylvania. Zijn ouders waren beiden advocaat. Zijn oudere en enige broer Gustavo is kinderoncoloog en werkt in Manhattan. In 2011 verwierf hij de Spaanse nationaliteit, samen met de Puerto Ricaanse zanger Ricky Martin.

## Filmografie

### Als acteur
- The Phoenician Scheme (2025)
- Reptile (2023)
- The French Dispatch (2021)
- What If...? (2021) (stem)
- Dora and the Lost City of Gold (2019) (stem)
- Sicario: Day of the Soldado (2018)
- Avengers: Infinity War (2018)
- Star Wars: Episode VIII: The Last Jedi (2017)
- Song to Song (2017)
- A Perfect Day (2015)
- The Little Prince (2015)
- Sicario (2015)
- Inherent Vice (2014)
- Escobar: Paradise Lost (2014)
- Guardians of the Galaxy (2014)
- Jimmy P. (2013)
- Thor: The Dark World (2013)
- Savages (2012)
- The Wolfman (2010)
- Guerrilla (2008, ook bekend als Che: Part Two)
- The Argentine (2008, ook bekend als Che: Part One)
- Things We Lost in the Fire (2007)
- Sin City (2005)
- 21 Grams (2003)
- The Hunted (2003)
- The Pledge (2001)
- Snatch (2000)
- Traffic (2000)
- The Way of the Gun (2000)
- Fear and Loathing in Las Vegas (1998)
- Excess Baggage (1997)
- The Funeral (1996)
- The Fan (1996)
- Basquiat (1996)
- Joyride (1996)
- The Usual Suspects (1995)
- Swimming with Sharks (1994)
- China Moon (1994)
- Fearless (1993)
- Huevos de oro (1993)
- Money for Nothing (1993)
- Christopher Columbus: The Discovery (1992)
- The Indian Runner (1991)
- Licence to Kill (1989)
- Big Top Pee-wee (1988)

### Als regisseur
- 7 días en La Habana